# Bisdom Ossory
Het bisdom Ossory (Latijn: Dioecesis Ossoriensis, Iers: Deoise Osraí, Engels: Diocese of Ossory) is een rooms-katholiek bisdom in de provincie Leinster, Ierland. Het bisdom wordt in het zuiden begrens door de Suir, in het oosten door de Barrow, in het westen door   het graafschap Tipperary en Offaly en in het noorden door Laois.

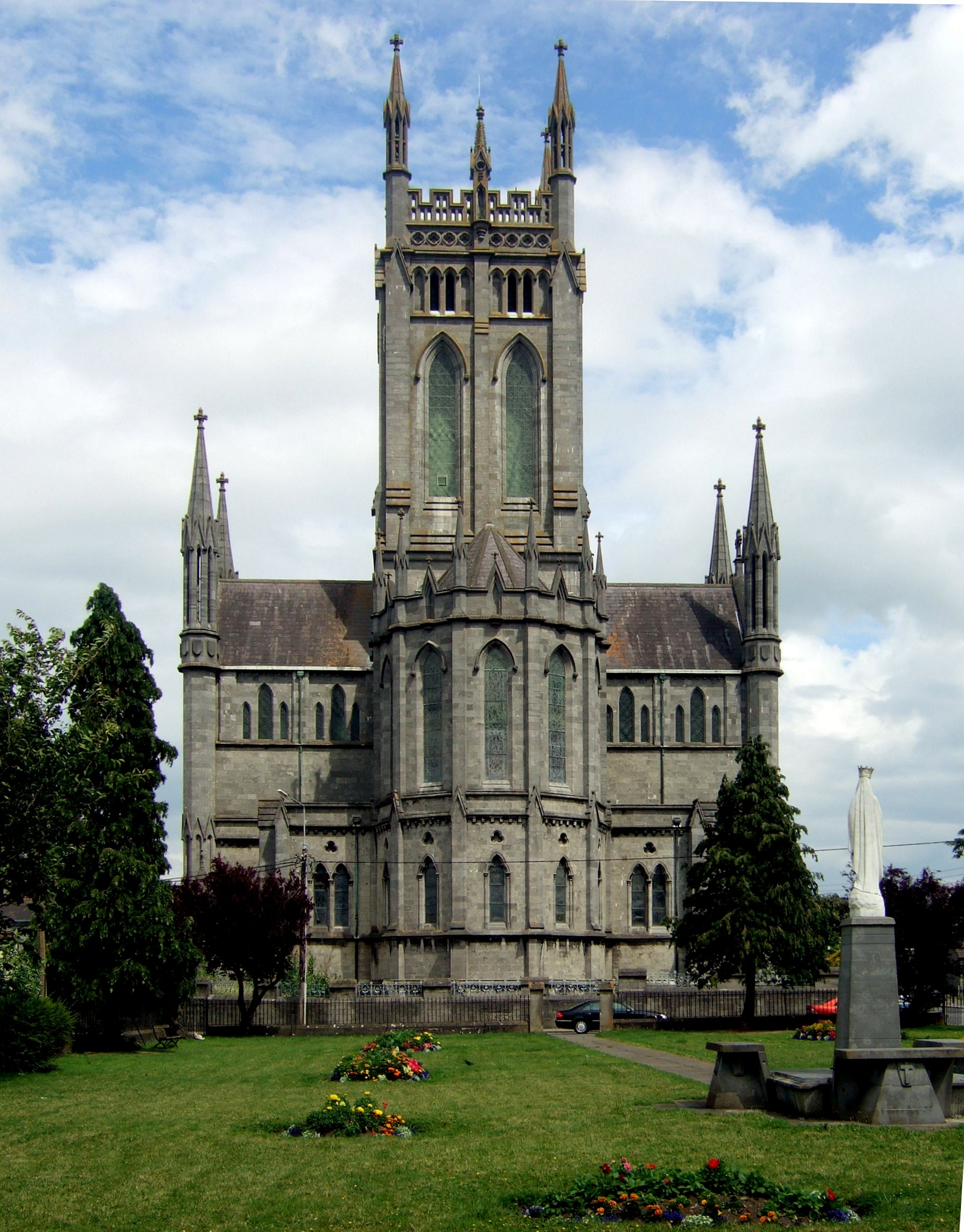
Kathedraal Maria ten Hemelopneming in Kilkenny

## Geschiedenis
Op de synode van Rathbreasail (1118) werden de grenzen van het bisdom vastgelegd en werd de bisschopzetel overgebracht van Seir-Kieran naar Aghaboe en nadien naar Kilkenny. Vermoedelijk stichtte de H. Canicus een klooster in Kilkenny.
In 2018 werd Séamus Freeman S.A.C. opgevolgd door Dermot Farell als bisschop van Ossory.